# Chiesa di San Massimo (Verona)
La chiesa di San Massimo, o più correttamente chiesa di San Massimo Vescovo, è un luogo di culto cattolico che sorge nel omonimo quartiere di Verona; si tratta di una chiesa parrocchiale facente parte del vicariato di Verona Nord Ovest nell'omonima diocesi. Essa venne edificata nel XVIII secolo in stile neoclassico su progetto dell'architetto Luigi Trezza.

## Storia
Il più antico documento in cui viene menzionata la chiesa di San Massimo, con l'attiguo convento, è datato 780, quando era ancora una chiesa sussidiaria a quella parrocchiale di San Procolo. Entrambe le chiese furono distrutte durante le incursioni degli Ungari del IX e X secolo essendo situate al di fuori delle mura di Verona, quindi ricostruite grazie all'azione del vescovo di Verona Milone. La chiesa di San Massimo divenne parrocchia indipendente da quella di San Procolo nel 1459, tuttavia nel 1518 venne abbattuta in quanto la Repubblica di Venezia ordinò la demolizione di tutti gli edifici presenti nel raggio di un miglio dalle mura cittadine di Verona.
Due anni più tardi, nel 1520, una nuova chiesetta ad aula unica venne riedificata più a nord, in corrispondenza dell'attuale località di San Massimo, che prese il nome dall'edificio; questo è sopravvissuto quasi integralmente e oggi corrisponde al piccolo oratorio situato a lato dell'imponente tempio neoclassico. Nel 1767, don Giacomo Trevisani, dopo il suo insediamento come nuovo parroco di San Massimo all'Adige, promosse la costruzione di una nuova chiesa per il paese dal momento che quella esistente, ora divenuta oratorio, non risultava più sufficiente per soddisfare i bisogni della comunità. Una nuova chiesa, di dimensioni molto maggiori rispetto a quella precedente, venne così eretta tra il 1780 e il 1786 su progetto dell'architetto Luigi Trezza, che disegnò anche il campanile costruito invece tra il 1819 e il 1829. Il 16 settembre 1791, ultimata la nuova e più grande chiesa dedicata al vescovo veronese, essa venne consacrata solennemente dal vescovo Giovanni Andrea Avogadro.
La chiesa fu restaurata fra il 1980 e il 1986, esattamente due secoli dopo la sua costruzione, su progetto dell'architetto Paolo Giacomelli, che nel 2002 progettò anche il restauro delle statue poste in facciata e del portale laterale.

## Descrizione

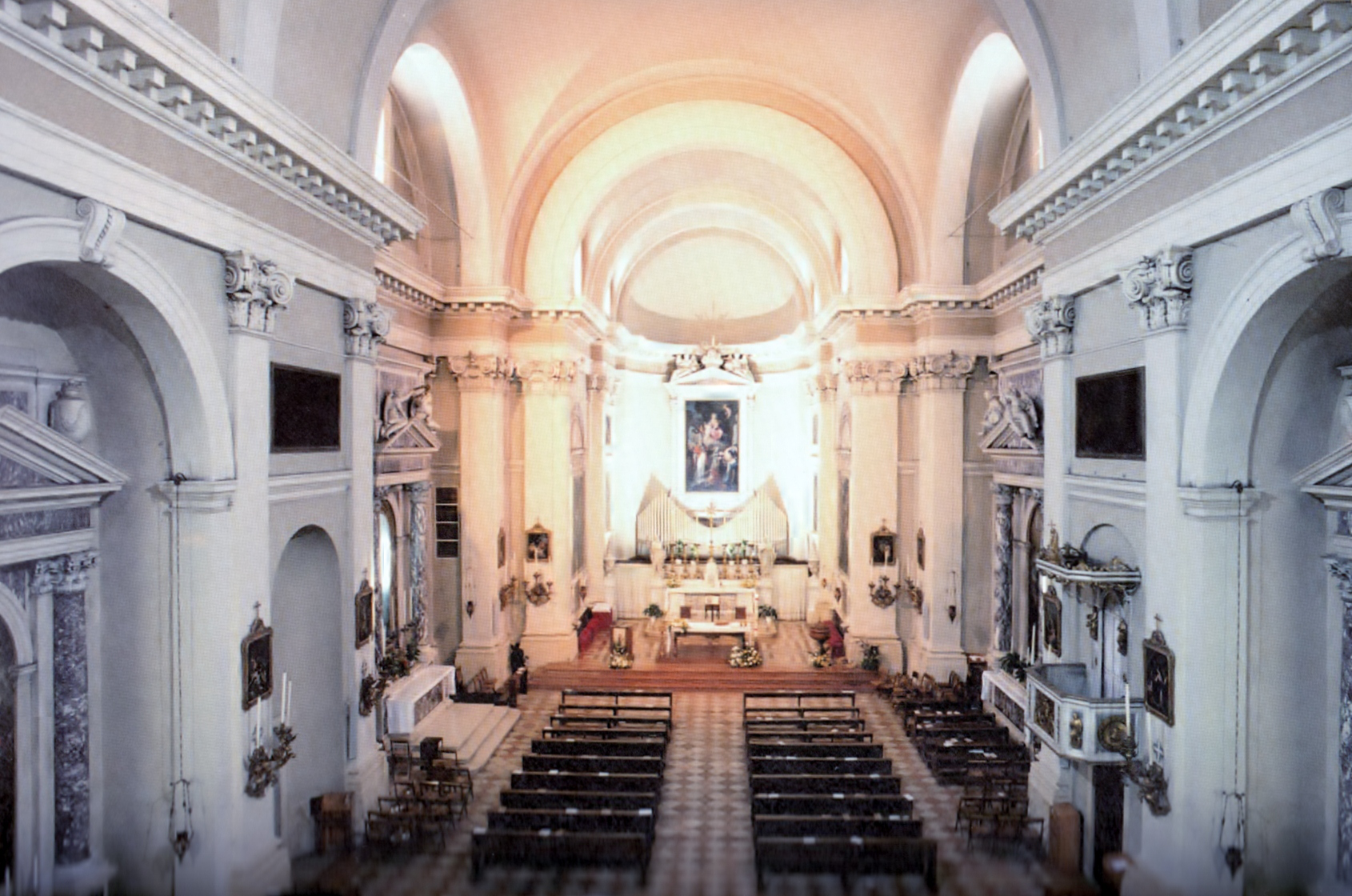
L'interno della chiesa

La facciata in stile neoclassico della chiesa è orientata verso ovest ed è caratterizzata da quattro paraste di ordine gigante poggianti su alti basamenti e con capitelli corinzi, che sostengono la trabeazione e incorniciano il portale d'ingresso. Sopra il portale con arcata a tutto sesto si trova un grande occhio che illumina lo spazio interno, mentre ai suoi lati si trovano due nicchie entro le quali si trovano le statue di San Massimo e San Zeno. Altre due statue raffiguranti i Santi Pietro e Paolo si trovano su due pinnacoli esterni. Sopra la trabeazione, a concludere la facciata, un timpano con cornice dentata aggettante, sormontato dalle statue raffiguranti le virtù teologali: Fede, Speranza e Carità.

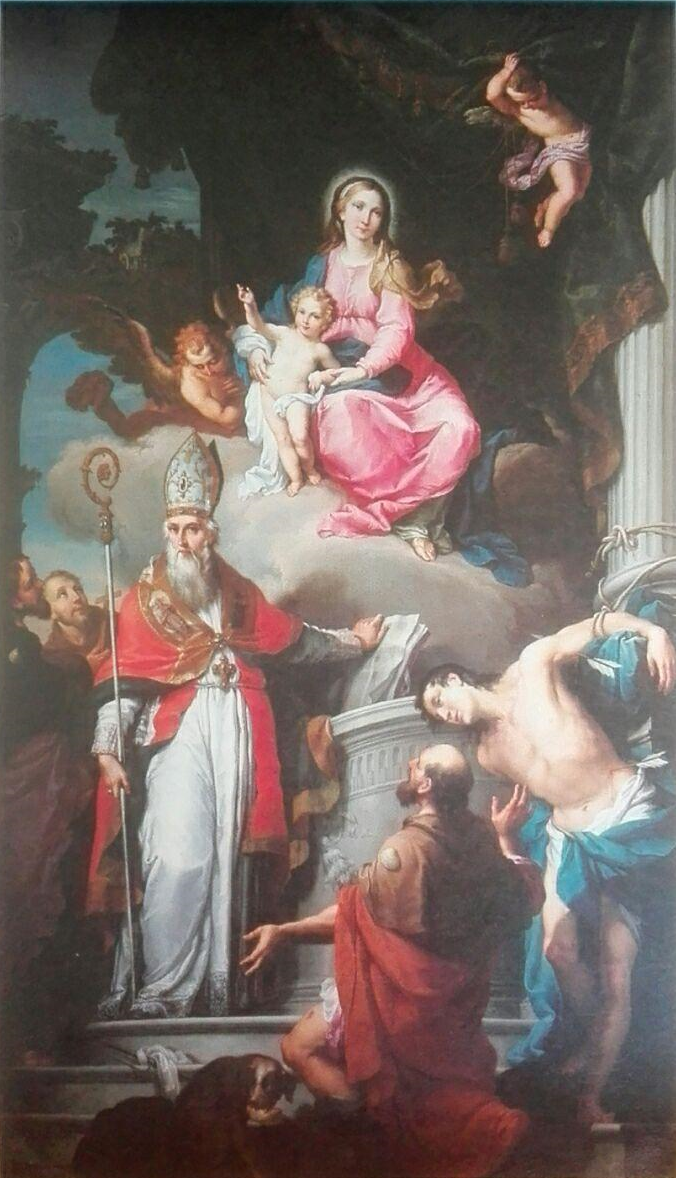
La pala dell'altare maggiore raffigurante la Madonna con Bambino e i santi Massimo, Rocco e Sebastiano di Agostino Ugolini

La chiesa, sul cui lato meridionale trovano spazio la sagrestia e l'antico oratorio cinquecentesco, è impostata internamente su una pianta ad aula unica rettangolare di grandi dimensioni preceduta da un piccolo vestibolo d'ingresso, dotata di quattro altari laterali e di uno pseudotransetto anche anticipa il presbiterio, questo rialzato di tre gradini rispetto al resto dello spazio e concluso con un'abside semicircolare. I quattro altari, di cui due situati in modesti sfondamenti nella parete dell'aula e due in corrispondenza del transetto, sono dedicati a San Luigi e alla Madonna del Carmine sul lato nord, e all'Adorazione dei Magi e del Sacro Cuore sul lato sud. I prospetti interni sono caratterizzati, oltre che dai quattro altari, da lesene di ordine composito che scandiscono lo spazio e che sorreggono la trabeazione con cornice sorretta da mensoline, su cui si imposta l'ampia volta a botte che copre sia la navata che il presbiterio. La volta a botte, su cui corrono costolonature trasversali e si aprono unghie laterali, si trasforma in volta a crociera all'incrocio con lo pseudotransetto, e in una calotta semisferica presso l'abside. Tra le varie opere d'arte è da citare la pala d'altare opera di Agostino Ugolini e raffigurante la Madonna con Bambino e i santi Massimo, Rocco e Sebastiano.
L'organo a canne della chiesa, che sostituì quello originale posizionato sulla balconata sopra la porta di ingresso, fu realizzato nel 1958 dalla ditta organaria Zarantonello e posizionato alle spalle dell'altare maggiore. A trasmissione elettrica, ha due tastiere di 61 note e pedaliera di 31.

### Campanile

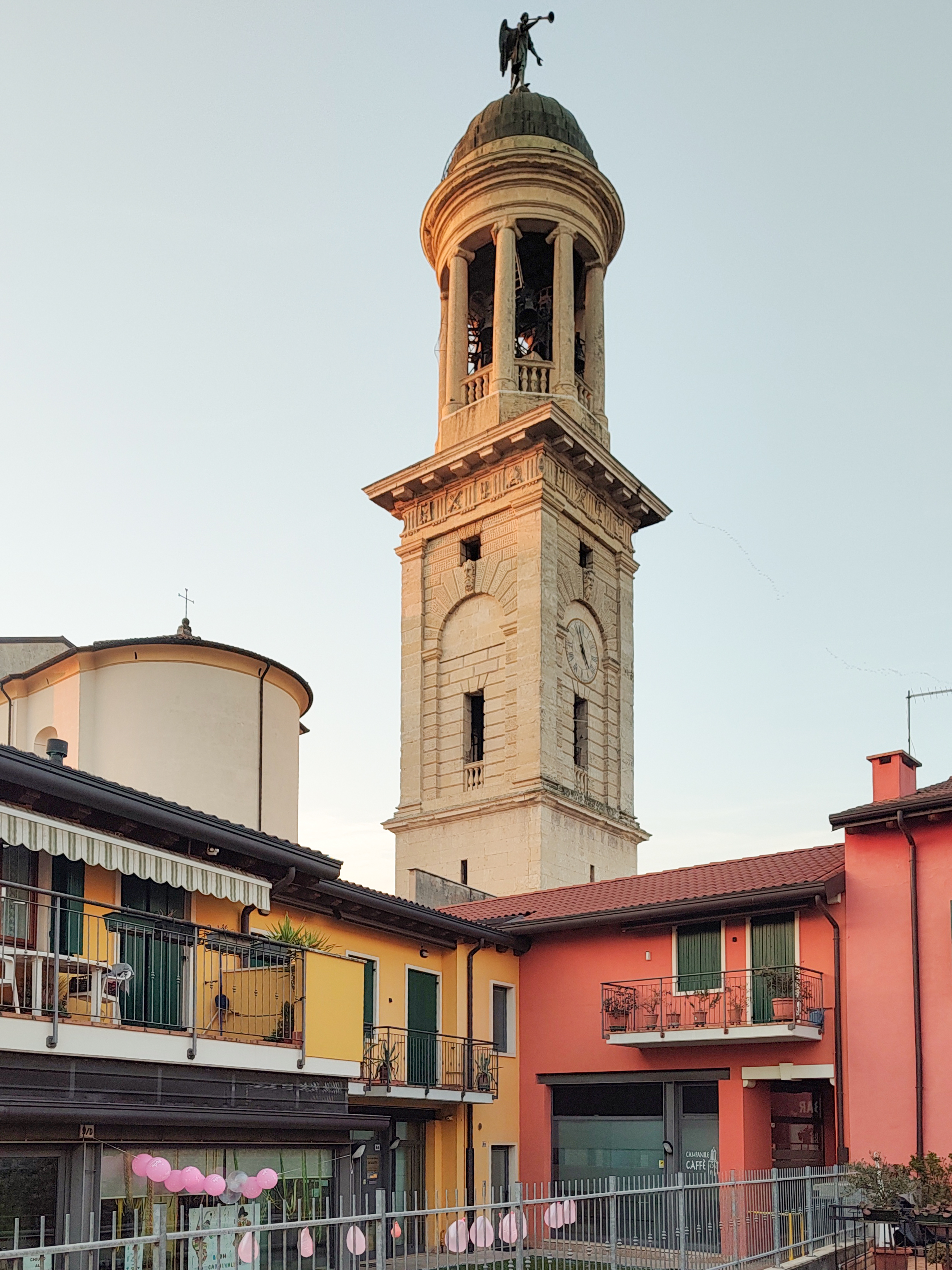
Il campanile

Il campanile, sempre opera di Luigi Trezza, è frutto di una lunga ricerca e si ispira alla Colonna traiana, come dimostra un primo disegno del 1798 conservato nella Biblioteca civica di Verona, intitolato «Progetto d'un Campanile adattato alla forma e proporzioni della Colonna Traiana in Roma»; del 1812, invece, un suo «Disegno di Campanile relativo al programma proposto dal Signor Francesco Malacarne Ingegnere di Prima Classe, et Architetto, e dall'infrascritto ideato», che dal primo progetto riprende diversi stilemi e che assomiglia molto alla torre effettivamente realizzata.
La torre venne realizzata sul retro dell'edificio chiesastico ed è comunicante con esso tramite un edificio secondario. Il basamento della torre è a scarpa mentre il fusto è diviso in due ordini, uno inferiore schiacciato e uno superiore ove si trova una larga apertura ad arco, all'interno della quale si apre una finestra balaustrata sormontata da un orologio (posto su soli tre lati del campanile). A chiudere questa fascia si trova un imponente fregio a metope, su cui si imposta la cella campanaria a edicola di pianta ottagonale, con otto colonne di ordine ionico e con copertura a cupola che raggiunge, con la scultura sommitale, i 50 metri di altezza. Le otto campane originali furono prodotte dalla nota fonderia Cavadini, tuttavia nel corso degli anni dovettero essere rifuse più volte dalla stessa impresa a causa di danni causati dagli agenti atmosferici; nel 1933, inoltre, furono commissionate ai Cavadini ulteriori cinque campane minori per completare il concerto, in modo da rispondere a pieno alle esigenze liturgico-musicali.